# Trasporti in Montenegro

Rete stradale del Montenegro compresa la sezione autostradale, le strade principali e le strade regionali

Questa voce raccoglie le principali tipologie di trasporti in Montenegro.

## Aeroporti
Il Montenegro ha due aeroporti internazionali, con i loro codici aeroportuali IATA:
- Aeroporto di Podgorica - TGD
- Aeroporto di Tivat - TIV

Entrambi gli aeroporti sono stati completamente ricostruiti nel 2006, con un nuovo terminal passeggeri presso l'aeroporto di Podgorica. Gli aeroporti hanno avuto un traffico combinato di 2.184.857 passeggeri nel 2017. Entrambi gli aeroporti hanno contato più di 1 milione di passeggeri per la prima volta nel 2017.
Ci sono anche aeroporti a Berane, Žabljak, Dulcigno e Nikšić, ma sono utilizzati principalmente per l'aviazione generale e non sono attrezzati per gestire aeromobili più grandi.

## Linee ferroviarie
totale: 250 km
scartamento normale: (1,435 mm) 250 km
scartamento ridotto: nessuno

### Collegamenti ferroviari con gli Stati limitrofi
- Serbia - collegamento diretto - stesso sistema di elettrificazione
- Albania - utilizzato solo per il trasporto merci
- Croazia - nessun collegamento diretto
- Bosnia ed Herzegovina - nessun collegamento diretto

### Panoramica
La parte montenegrina della ferrovia Belgrado-Bar rappresenta la spina dorsale del sistema ferroviario montenegrino. Inaugurato nel 1976, era una ferrovia all'avanguardia, con caratteristiche come il viadotto Mala Rijeka (il viadotto ferroviario più alto del mondo) e il tunnel Sozina lungo 6,2 km. Circa un terzo della parte montenegrina della ferrovia percorre le gallerie o i viadotti.
La ferrovia ha sofferto di un sottofinanziamento cronico negli anni '90, con il conseguente deterioramento e della pericolosità. Ciò è culminato nel disastro ferroviario di Bioče del 2006, quando un treno passeggeri è deragliato, uccidendo 47 passeggeri. Si stanno compiendo sforzi per ricostruire completamente questa ferrovia.
La ferrovia Nikšić-Podgorica (56,6 km di lunghezza) fu costruita nel 1948 come ferrovia a scartamento ridotto e aggiornata a scartamento normale nel 1965. Dal 1992 al 2012 è stato utilizzato esclusivamente per il traffico merci, in particolare della bauxite dalla miniera di Nikšić allo stabilimento di alluminio di Podgorica, con la velocità massima sulla ferrovia ridotta a 30 km/h. La ferrovia è stata ricostruita ed elettrificata nel periodo 2006-2012, e il traffico passeggeri è partito dal 2012 e velocità massime comprese tra 75 e 100 km/h.
La ferrovia Podgorica – Shkodër, che si estende fino a Tirana, è da tempo utilizzata esclusivamente per il traffico merci. Alcune parti in Albania sono state danneggiate nel 1997, ma il collegamento è stato ripristinato nel 2002. Ci sono piani per ricostruire la ferrovia e reintrodurre il traffico passeggeri, poiché ritenuto importante per gli interessi sia del Montenegro che dell'Albania.

## Strade

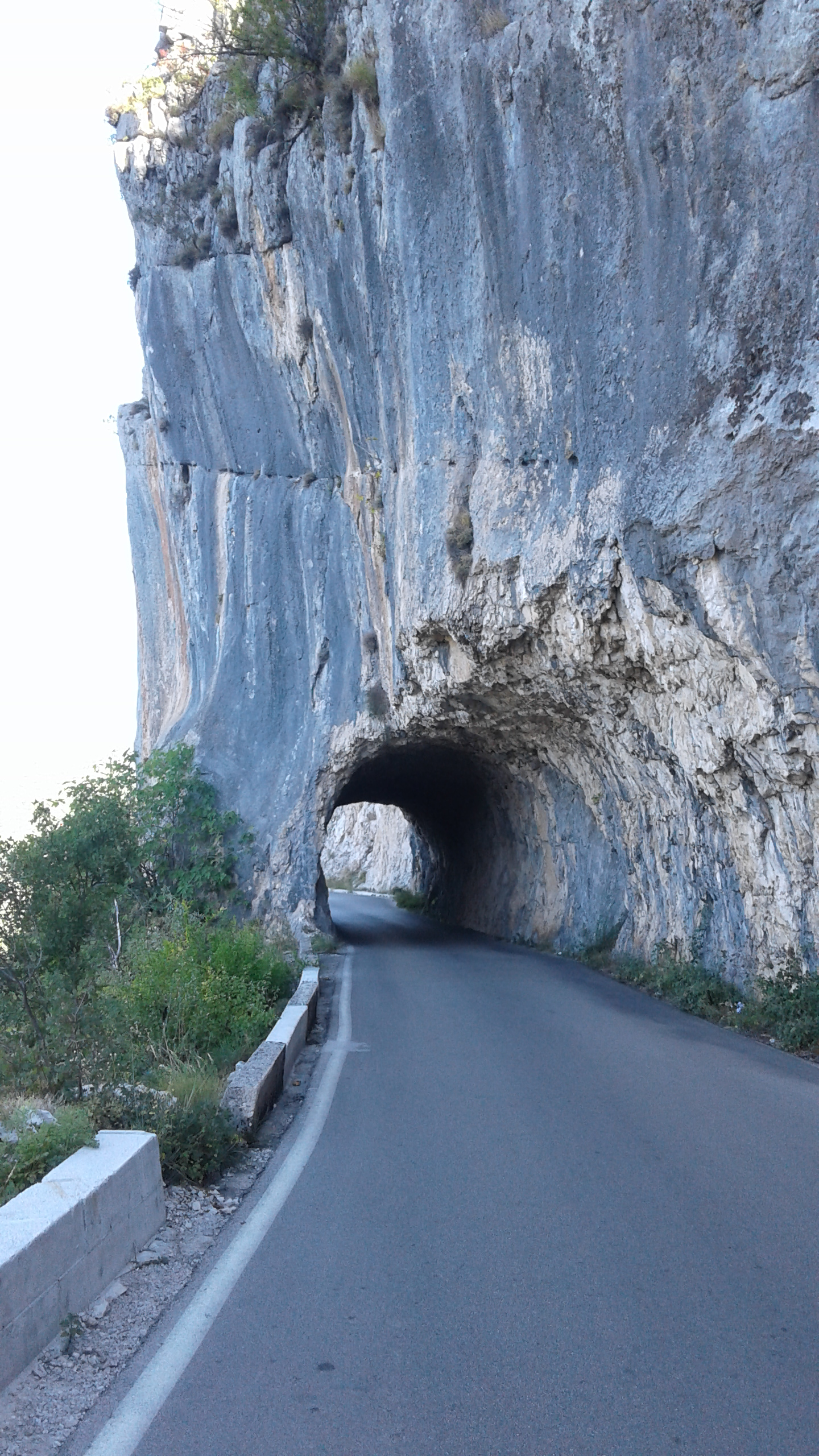
Un tunnel stradale in Montenegro, vicino al monastero di Ostrog (settembre 2018).

La lunghezza totale delle strade in Montenegro è 5.277 km, di cui 1.729 km asfaltati. Le strade in Montenegro sono classificate nel modo seguente:
- Autostrade (Autoputevi) - è in costruzione un'autostrada da Antivari a Boljare, tratto da Mateševo (vicino Kolašin) a Smokovac (vicino Podgorica). La seconda autostrada, nella sezione montenegrina dell'autostrada Adriatico-Ionica, è in fase di progettazione iniziale.
- Strade maestre (Magistralni putevi) - strade che collegano le città più grandi o le regioni economiche del Montenegro. La maggior parte delle strade principali del Montenegro sono nella rete stradale internazionale europea e sono etichettate localmente con la lettera M seguita da un numero. Si tratta tipicamente di strade asfaltate a carreggiata unica, caratterizzate da una corsia per direzione, con frequente aggiunta di una terza corsia di sorpasso sui tratti con forte pendenza. I raggi delle curve di solito consentono una velocità fino a 80 km/h e la larghezza di una singola corsia di traffico è solitamente di almeno 3 m. Le strade principali elencate con la rete stradale internazionale in Montenegro sono:
  - E65 / E80, localmente M-1, M-1.1, M-2 e M-5 (Debeli Brijeg / Croazia - Petrovac - Sutomore - Podgorica - Kolašin - Berane - Rožaje - confine con la Serbia)
  - E762, localmente M-4 e M-3 (confine con l'Albania - Božaj - Tuzi - Podgorica - Danilovgrad - Nikšić - Plužine - Šćepan Polje - confine con la Bosnia ed Erzegovina)
  - E763, localmente M-2 (Bijelo Polje - confine con la Serbia)
  - E851, localmente M-1 (Sutomore - Antivari - Krute - Dulcigno - Sukobin - confine con l'Albania)

Le sezioni di E65 / E80 (Debeli Brijeg - Petrovac) e E851 (Petrovac - Dulcigno) costituiscono insieme la sezione montenegrina della strada maestra adriatica.
- Strade regionali (Regionalni putevi) - si tratta di collegamenti stradali tra centri regionali e collegamenti con le altre strade regionali, strade principali o rete stradale di altri paesi. In genere si tratta di strade asfaltate, ma con raggi di curva più piccoli e corsie più strette rispetto a quelle delle strade principali. Pertanto, limiti di velocità inferiori sono più comuni sulle strade regionali. Queste strade sono etichettate localmente con la lettera R seguita da un numero.
- Strade locali (Lokalni putevi) - collegamenti stradali locali di villaggi e altri insediamenti delle comunità locali. La qualità delle infrastrutture stradali varia notevolmente tra le strade locali, quindi queste possono essere sia strade sterrate non asfaltate, sia strade che assomigliano a strade regionali per qualità e aspetto.

Nel gennaio 2016, dopo molti anni, le categorie di strade sono state modificate per riflettere maggiormente la loro importanza e qualità.
Negli ultimi anni le strade che collegano Podgorica e le città costiere sono migliorate in modo significativo con il completamento del tunnel di Sozina e di numerosi ammodernamenti delle strade verso Cettigne, Budua e Antivari. Il tunnel di Sozina ha ridotto il percorso da Podgorica ad Antivari a meno di mezz'ora e ha reso il viaggio molto più sicuro.
A nord, la strada da Podgorica a Kolašin attraverso la gola della Morača fino alla Serbia è considerata il collo di bottiglia della rete stradale montenegrina, poiché è una strada montuosa sinuosa, spesso pericolosa durante l'inverno. L'autostrada Antivari-Boljare è prevista in sostituzione di questo corridoio. Nel 2015 sono iniziati i lavori sul tratto dell'autostrada Antivari-Boljare che bypasserebbe la gola. I piani a lungo termine includono anche la sezione montenegrina dell'autostrada Adriatico-Ionica.
C'è un percorso proposto dalla città di Podgorica a Gusinje. L'autostrada, che dovrebbe attraversare l'Albania nord-occidentale, (da Grabom a Vermosh), comporterà un tempo di viaggio per Gusinje e Plav di circa mezz'ora.
Si prevede inoltre di costruire in futuro il ponte Verige che attraversa la bocche di Cattaro e parte della strada maestra adriatica.

### Strade maestre
Questo è un elenco di tutte le strade maestre del Montenegro.
| Nome | Strada |
| ---- | --- |
| M1   | Debeli Brijeg/Croatia - Meljine (M-12) - Lipci (M-8) - Kotor (R-1) - Krtolska crossroad (M-11) - Budva (M-10) - Petrovac (M-2) - Sutomore (M-1.1) - Bar (R-28 and R-29) - Ulcinj (R-22) - Krute (R-29) Vladimir (R-15) - Sukobin/Albania          |
| M1.1 | Sutomore (M-1) - Sozina Tunnel - Virpazar (raskrsnica sa M-2) |
| M2   | Petrovac (M-1) - Sotonići - Virpazar (M-1.1 and R-15) - Golubovci - Podgorica (M-3, M-4 and R-27) - Bioče (R-13) - Mioska (R-21) - Kolašin (R-13) - Mojkovac (R-10) - Slijepač Most (R-11) - Ribarevina (M-5) - Bijelo Polje - Barski most/Serbia |
| M3   | Šćepan Polje/Bosnia ed Erzegovina - Plužine (R-16) - Jasenovo Polje (M-6) - Vir (R-7) - Nikšić (M-7) - Cerovo (R-23) - Danilovgrad (R-14) - Podgorica (M-10 and M-2)                                                                              |
| M4   | Podgorica (M-2) - Tuzi - Božaj/Albania |
| M5   | Ribarevina (M-2) - Berane (R-2) - Budimlja (R-12) - Kalače (R-12) - Rožaje (R-5) - Most Zeleni (R-6) - Dračenovac/Serbia |
| M6   | Ranče/Serbia - Trlica (R-11) - Pljevlja (R-18) - Đurđevića Tara (R-10) - Vrela (R-26) - Žabljak - Virak (R-20) - Pošćenski kraj (R-16) - Šavnik (R-20) - Jasenovo Polje (M-3)                                                                     |
| M7   | Nikšić (M-3)- Riđani (R-17) - Vilusi (M-8 and M-9) - Ilijino Brdo/Bosnia ed Erzegovina |
| M8   | Lipci (M-1) - Grahovo - Vilusi (M-7); |
| M9   | Vilusi (M-7) - Petrovići - Deleuša/Bosnia ed Erzegovina |
| M10  | Podgorica (M-3) - Cetinje (R-1) - Budva (M-1); |
| M11  | Lepetani (Ferry to M-1) - Tivat - Krtolska crossroad (M-1); |
| M12  | Meljine (M-1) - Petijevići - Sitnica/Bosnia ed Erzegovina |

### Strade regionali
Questo è l'elenco delle strade regionali in Montenegro.
| Nome  | Strada                                                                                           |
| ----- | ------------------------------------------------------------------------------------------------ |
| R1    | Cetinje (M-10) - Čekanje (R-17) - Krstac (R-25) - Trojica - Kotor (M-1)                          |
| R2    | Berane (M-5) - Buča (R-24) - Andrijevica (R-19) - Murino (R-9) - Plav - Gusinje - Grnčar/Albania |
| R3    | Pljevlja (R-18) - Dajevića Han (R-4) - Metaljka/Bosnia and Herzegovina                           |
| R4    | Dajevića Han (R-3) - Čemerno/Serbia                                                              |
| R5    | Rožaje (M-5) - Kula - Stubica/Kosovo                                                             |
| R6    | Most Zeleni (M-5) - Vuča/Serbia                                                                  |
| R7    | Vir (M-3) - Krstac/Bosnia ed Erzegovina                                                          |
| R8    | Resna (R-17) - Grahovo - Nudo/Bosnia ed Erzegovina                                               |
| R9    | Murino (R-2) - Bjeluha//Kosovo                                                                   |
| R10   | Đurđevića Tara (M-6) - Mojkovac (M-2)                                                            |
| R11   | Slijepač Most (M-2) - Tomaševo - Pavino Polje - Trlica (M-6)                                     |
| R12   | Budimlja (M-5) - Podvade (R-12.1) - Kalače (M-5)                                                 |
| R12.1 | Podvade (R-12.1) - Petnjica                                                                      |
| R13   | Bioče (M-2) - Mateševo (R-19) - Kolašin (M-2)                                                    |
| R14   | Danilovgrad (M-3) - Čevo (R-17)                                                                  |
| R15   | Vladimir (M-1) - Ostros - Virpazar (R-28 and M-2) - Rijeka Crnojevića - Donji Ulići (M-10)       |
| R16   | Plužine (M-3) - Trsa - Pošćenski kraj (M-6)                                                      |
| R17   | Čekanje (R-1) - Resna (R-8) - Čevo (R-14) - Riđani (M-7)                                         |
| R18   | Pljevlja (M-6 and R-3) - Gradac - Šula                                                           |
| R19   | Mateševo (R-13) - Andrijevica (R-2)                                                              |
| R20   | Virak (M-6) - Tušina (R-21) - Šavnik (M-6)                                                       |
| R21   | Mioska (M-2) - Semolj - Boan - Tušina (R-20)                                                     |
| R22   | Ulcinj (M-1) - Ada Bojana                                                                        |
| R23   | Cerovo (M-3) - Bogetići - Glava Zete - Danilovgrad - Spuž - Vranjske njive                       |
| R24   | Buča (R-2) - Lubnice                                                                             |
| R25   | Cetinje - Ivanova Korita - Međuvršje (R-25.1) - Krstac (R-1)                                     |
| R25.1 | Međuvršje (R-25) - Lovćen                                                                        |
| R26   | Vrela (M-6) - Njegovuđa                                                                          |
| R27   | Cijevna Zatrijebačka/Albania - Dinoša - Podgorica (M-3)                                          |
| R28   | Bar (M-1) - Virpazar (R-15)                                                                      |
| R29   | Bar (M-1) - Kamenički most - Krute (M-1)                                                         |

## Porti
Il porto di Bar è il principale porto marittimo del Montenegro. È in grado di movimentare circa 5 milioni di tonnellate di merci ed è un porto per i traghetti per Bari e Ancona in Italia. Kotor, Risan, Tivat e Zelenika (nella baia di Kotor) sono porti più piccoli.
I fiumi del Montenegro generalmente non sono navigabili, ad eccezione delle attrazioni turistiche come il rafting sul fiume Tara.